# زيوة (سردشت)
زيوة هي قرية في مقاطعة سردشت، إيران. عدد سكان هذه القرية هو 90 في سنة 2006.